# Leeson Ah Mau

a Compétitions nationales et continentales officielles uniquement.

b Matchs officiels uniquement.
Leeson Ah Mau, né le 20 décembre 1989 à Auckland (Nouvelle-Zélande), est un joueur de rugby à XIII néo-zélandais d'origine samoane évoluant au poste de troisième ligne, de deuxième ligne ou de pilier dans les années 2000 et 2010. Il fait ses débuts en National Rugby League (« NRL ») avec les Warriors de New Zealand lors de la saison 2009, il se rend ensuite aux Cowboys de North Queensland entre 2010 et 2011 puis aux Dragons de St. George Illawarra entre 2012 et 2018. En 2019, il retourne à New Zealand. Il compte également plusieurs sélections avec les Samoa avec deux participations à la Coupe du monde en Coupe du monde 2013 et Coupe du monde 2017, ainsi qu'à des sélections avec la Nouvelle-Zélande. Enfin, il prend part à la première édition de la Coupe du monde de rugby à neuf au cours de laquelle il atteint la finale avec la Nouvelle-Zélande.

## Biographie
Son frère, Isaak Ah Mau, est également joueur de rugby à XIII international samoan.

## Palmarès
- Collectif :
  - Finaliste de la Coupe du monde de rugby à neuf : 2019 (Nouvelle-Zélande).

### En club

#### Statistiques
| Saison | Club                         | Compétition           | Matchs | Points | Essais | Goals | Drops |
| ------ | ---------------------------- | --------------------- | ------ | ------ | ------ | ----- | ----- |
| 2009   | New Zealand Warriors         | National Rugby League | 2      | 0      | 0      | 0     | 0     |
| 2010   | North Queensland Cowboys     | National Rugby League | 18     | 4      | 1      | 0     | 0     |
| 2011   | North Queensland Cowboys     | National Rugby League | 15     | 4      | 1      | 0     | 0     |
| 2012   | St. George Illawarra Dragons | National Rugby League | 11     | 0      | 0      | 0     | 0     |
| 2013   | St. George Illawarra Dragons | National Rugby League | 15     | 4      | 1      | 0     | 0     |
| 2014   | St. George Illawarra Dragons | National Rugby League | 23     | 4      | 1      | 0     | 0     |
| 2015   | St. George Illawarra Dragons | National Rugby League | 25     | 0      | 0      | 0     | 0     |
| 2016   | St. George Illawarra Dragons | National Rugby League | 21     | 0      | 0      | 0     | 0     |
| 2017   | St. George Illawarra Dragons | National Rugby League | 24     | 2      | 0      | 1     | 0     |
| 2018   | St. George Illawarra Dragons | National Rugby League | 25     | 8      | 2      | 0     | 0     |
| 2019   | New Zealand Warriors         | National Rugby League | 24     | 0      | 0      | 0     | 0     |